# Tipula saginata
Tipula saginata är en tvåvingeart som beskrevs av Ernst Evald Bergroth 1891. Tipula saginata ingår i släktet Tipula och familjen storharkrankar. Inga underarter finns listade i Catalogue of Life.